# Csatahajó (film)
A Csatahajó (Battleship) 2012-ben készült 121 perces amerikai sci-fi akciófilm.

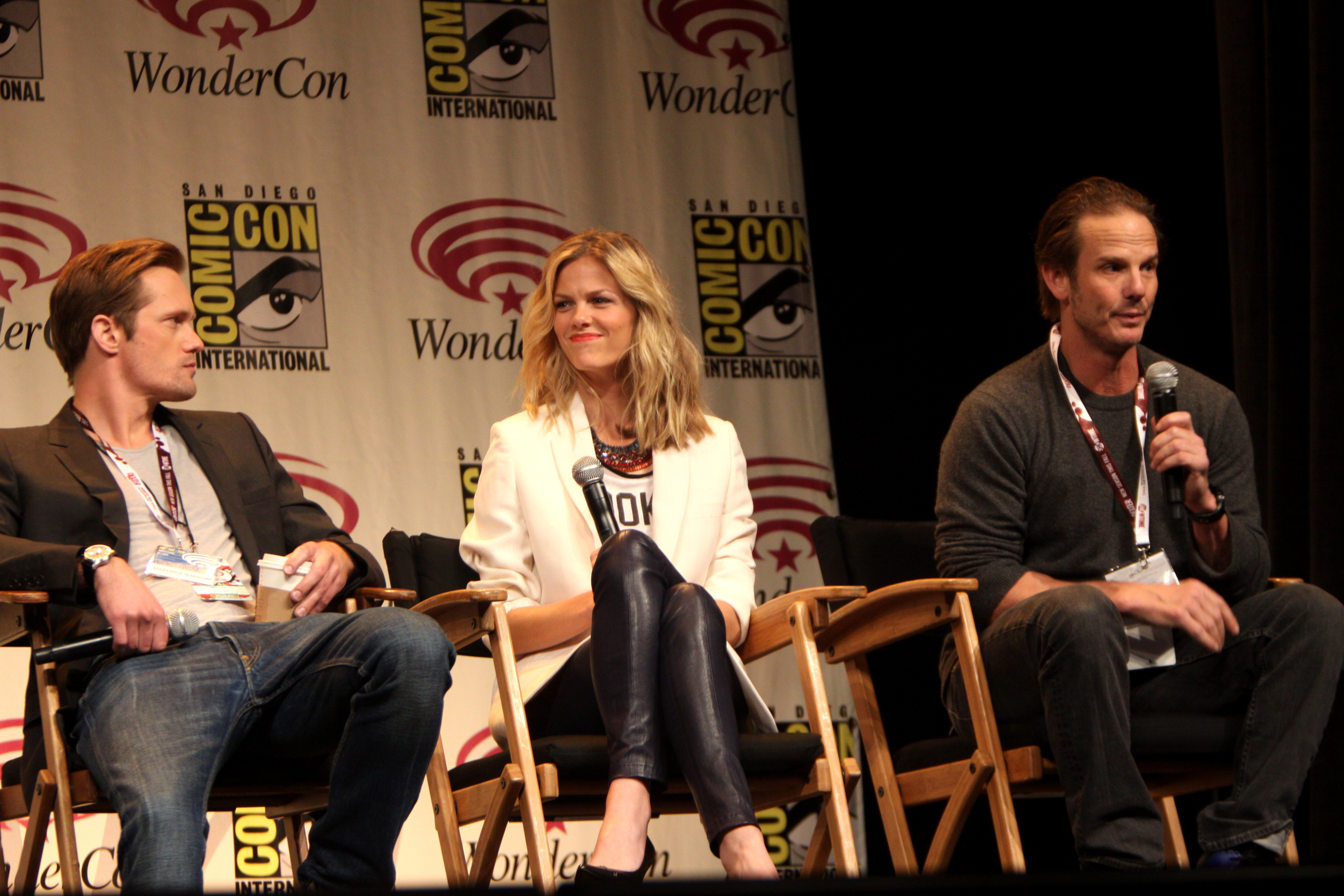
Alexander Skarsgård, Brooklyn Decker és Peter Berg a 2012-es WonderConon

A magyar bemutató dátuma: 2012. április 19. (Forgalmazó: UIP-Duna Film).

## Előzmények
A Hasbro a majd’ 80 éves múltra visszatekintő Torpedó játékát adaptálta. Mivel a játékot egyszerű szabályok szerint játsszák: a szemben álló feleknek (látatlanban) egymás hajóhadát kell levadászniuk, így a film készítői szabad kezet kaptak a szkript megírásában.
Jon és Erich Hoebert forgatókönyvírók a USS Preble rombolón kihajózva a nyílt tengeren merítettek ihletet a történethez, és a középpontban álló testvérpáros figuráinak jellemvonásait saját magukról mintázták.

## Történet
|  | Alább a cselekmény részletei következnek! |

2005-ben a tudósok felfedeztek egy Naprendszeren kívüli bolygót, amelynek a Planet G nevet adták. Úgy gondolták, hogy nagyon hasonlít a Földhöz, közel azonos feltételek mellett ott is kialakulhatott az élet.
2006-ban a NASA Hawaii egyik szigetén egy Rádiólokátor-rendszert épített, amely ötször erősebb volt, mint bármelyik korábban. A tudósok egy programot is elindítottak (Beacon-projekt néven), amely a kapcsolatfelvételt tűzte ki célul a távoli bolygóval.
A könnyelmű Alex Hoppert (Taylor Kitsch) letartóztatták, miközben megpróbálta lenyűgözni Sam Shane-t (Brooklyn Decker), Shane admirális (Liam Neeson) lányát. A főtisztet felbőszítette Alex viselkedése. Stone Hopper (Alexander Skarsgård), Alex bátyja, aki tisztként az admirális alatt szolgált, arra kényszerítette öccsét, hogy ő is lépjen be a haditengerészetbe.
2012-ben Alex már hadnagy volt a USS John Paul Jones rombolón, míg a bátyja parancsnok a USS Sampsonon. A forrófejű és tiszteletlen hadnagyot egy japán tiszttel való összeütközés után az a veszély fenyegette, hogy leszerelik a haditengerészettől. Pedig Alex és Samantha szerették egymást, már a házasságkötést tervezték, amikor a konfliktust veszélyeztette a terveiket. Hopper hadnagy a RIMPAC nevű, két évente megrendezésre kerülő, tizenkét ország részvételével zajló haditengerészeti hadgyakorlatra indult, amikor Planet G-hez küldött üzenetre válasz érkezett.
Azonosítatlan repülő tárgyak közelítették meg alakzatban a Földet, melyekből leváló egységek csapódtak be a bolygó különböző helyein. Az óceánokban néhány különös tárgy bukkant fel a felszínre. Rövid idő után világossá vált a hadgyakorlaton résztvevők számára is, hogy egy idegen inváziós flotta felderítőivel kerültek közelebbi kapcsolatba. Hooper hadnagy a társaival élet-halálharcot vívott az ellenséggel, és hamarosan rádöbbent, hogy rangidős tisztként nemcsak a hajó és annak legénységének, hanem az egész világnak a sorsa is az ő kezébe került.
|  | Itt a vége a cselekmény részletezésének! |

## Szereplők
- Alex Hopper hadnagy - Taylor Kitsch - Szatory Dávid
- Shane admirális - Liam Neeson - Gáti Oszkár
- Cora Raikes tizedes - Rihanna - Gáspár Kata
- Yugi Nagata kapitány - Aszano Tadanobu - Kolovratnik Krisztián
- Stone Hopper parancsnok - Alexander Skarsgård - Zámbori Soma
- Samantha Shane (Sam) - Brooklyn Decker - Földes Eszter
- Jimmy Ord tengerész (Ordy) - Jesse Plemons - Orosz Ákos
- Walter Lynch törzszászlós (Vadállat) - John Tui - Király Attila
- Cal Zapata - Hamish Linklater - Simonyi Balázs
- Dr. Nogrady - Adam Godley - Görög László
- Mick Canales alezredes - Gregory D. Gadson - Gesztesi Károly
- Védelmi miniszter - Peter MacNicol - Berzsenyi Zoltán

## Veszélyes-e a kapcsolatfelvétel?
A film magáévá tette Stephen Hawking teóriáját, miszerint az idegenek érkezése a Földre olyan következményekkel járna a homo sapiensekre nézve, mint amilyen az őslakosokra volt Kolumbusz Kristóf amerikai partraszállása után. Éppen ezért felelőtlenség üzeneteket küldeni az űr mélyébe, ugyanis nem tudhatjuk, hogy milyen fejlettségű és (főleg) milyen szándékú értelmes lényeket ér el az üzenet.

## Érdekességek
- Nagy segítséget kapott a produkció az Amerikai Haditengerészettől, a stáb meglátogathatott több Arleigh Burke osztályú rombolót, valamint részt vehettek a világ legnagyobb tengeri hadgyakorlatán, a 2010-es RIMPAC-on, ahol eredeti felvételeket készíthettek.[4]
- A film egy részét a USS Missouri csatahajón forgatták.[4][5]
- A Csatahajóban Cora Raikes tizedes szerepét Rihanna játszotta, ez volt az énekesnő első filmszerepe.
- A filmben elhangzik az AC/DC Thunderstruck című száma.
- Egy humoros hivatkozásban megemlítik Donald Trump nevét.

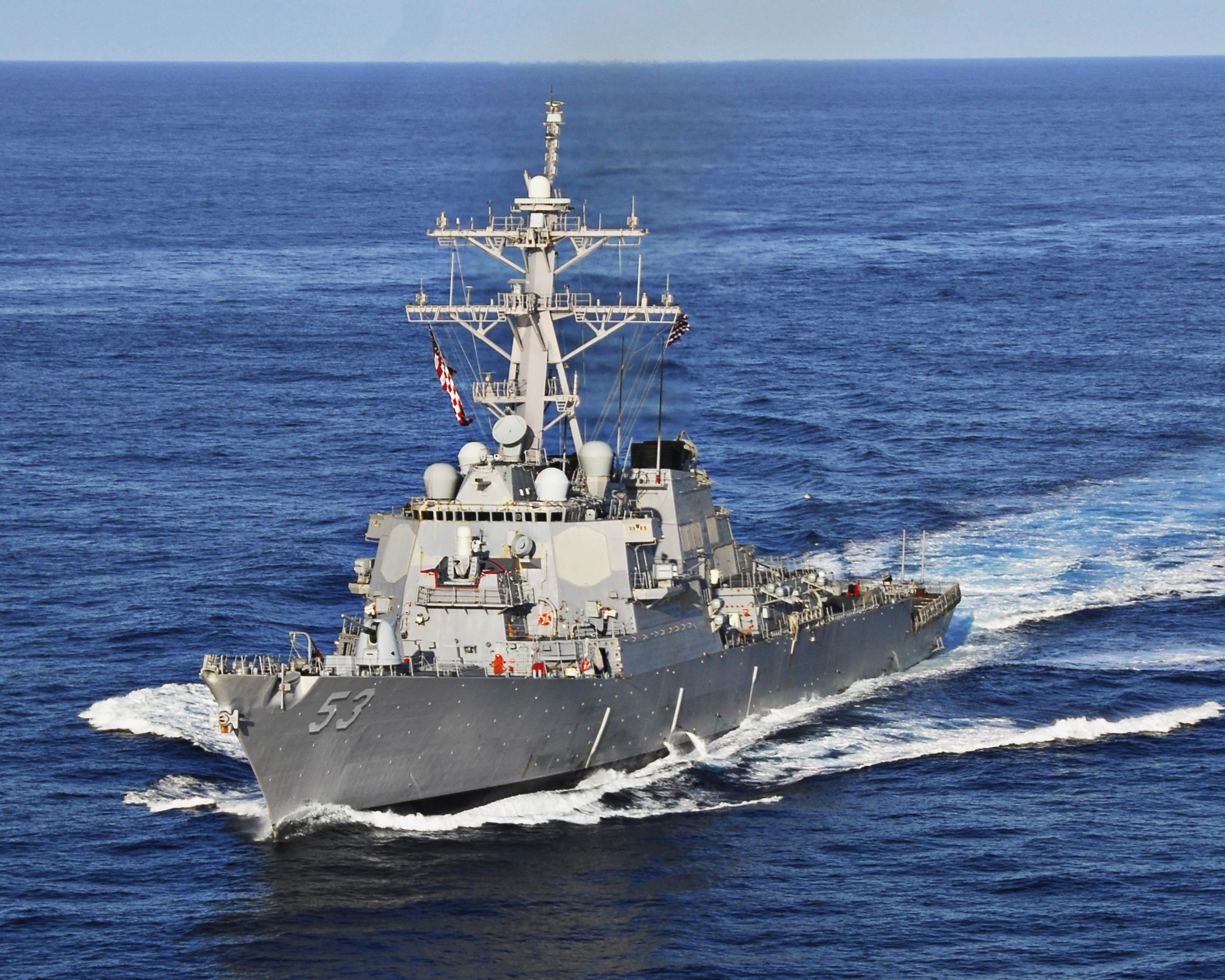
A USS John Paul Jones (DDG 53) romboló